# 切貝拉丘奇拉國家公園
6°52′N 36°40′E / 6.87°N 36.66°E
切貝拉丘奇拉國家公園是埃塞俄比亞的國家公園，位於該國西南部南方民族、部落和人民州，始建於2005年，面積1,250平方公里，有37種大型哺乳類動物和237種鳥類棲息。